# Чарльз Луїс Ґіллі
Чарльз Луїс Ґіллі (англ. Charles Louis Gilly; 1911–1970) — американський ботанік, експерт з флори Центральної та Південної Америки. Він, разом із Венделлом Голмсом Кемпом, ввів термін біосистематика.
Ґіллі народився у Ферфілді, штат Айова. Працюючи в Університеті штату Айова, він збирав ботанічні зразки на Кубі, в Мексиці, Гватемалі та Нікарагуа. Він також вивчав таксономію теосинтів (видів, близьких до кукурудзи). Його колекції в Мексиці були значними і він часто колекціонував разом з Efraím Hernández Xolocotzi. Після отримання докторського ступеня він працював професором і куратором гербарію в Мічиганському державному коледжі до 1954 року. У 1970 році він помер у місті Траверс-Сіті, штат Мічиган.